# Ana Ivanović
Ana Ivanović [ána ivánović] (srbsko Ана Ивановић), srbska tenisačica, * 6. november 1987, Beograd, Jugoslavija (danes Srbija).
Ivanovićeva je največji uspeh kariere dosegla z zmago na turnirju za Grand Slam  na Odprtem prvenstvu Francije, ko je leta 2008 v finalu premagala Dinaro Safino v treh nizih. Ob tem se je še dvakrat uvrstila v finale turnirjev za Grand Slam, leta 2007 na Odprtem prvenstvu Francije, ko jo je v finalu premagala Justine Henin v dveh nizih, in leta 2008 na Odprtem prvenstvu Avstralije, ko jo je v finalu premagala Marija Šarapova v dveh nizih. 9. junija 2008 je prvič postala vodilna na ženski teniški lestvici WTA. Nastopila je na olimpijskih igrah v letih 2012 in 2016. 28. decembra 2016 je oznanila konec svoje kariere pri 29. letih.

## Finali Grand Slamov (3)

### Zmage (1)
| Leto | Turnir                    | Nasprotnica v finalu | Rezultat finala |
| 2008 | Odprto prvenstvo Francije | Dinara Safina        | 6–4, 6–3        |

### Porazi (2)
| Leto | Turnir                      | Nasprotnica v finalu | Rezultat finala |
| 2007 | Odprto prvenstvo Francije   | Justine Henin        | 6–1, 6–2        |
| 2008 | Odprto prvenstvo Avstralije | Marija Šarapova      | 7–5, 6–3        |